# María Teresa Romero (politóloga)
María Teresa Romero Cárdenas (Caracas, 6 de febrero de 1955), es una politóloga y periodista venezolana especializada en política internacional. En 2019 fue designada por la Asamblea Nacional como embajadora de Venezuela en Guatemala.

## Carrera
María Teresa se graduó como licenciada en comunicación social en la Universidad Central de Venezuela (UCV), Caracas, en 1982, obtuvo una maestría en ciencias políticas en la Universidad de Pittsburgh, Estados Unidos, en 1985, y un doctorado también en ciencias políticas, con mención en relaciones internacionales, en la UCV en 2006.
Fue profesora titular jubilada de la escuela de estudios internacionales de la UCV, donde trabajó entre 1986 y 2012 y ejerció varios cargos universitarios. También se ha desempeñado como asesora y analista política en varias instituciones gubernamentales y privadas, tanto nacionales como internacionales. Adicionalmente ha sido profesora invitada en la Universidad de la Florida, Gainesville, en el Centro de Estudios Latinoamericanos y Caribeños de la Universidad Internacional de La Florida, y en el departamento de ciencias políticas del St. John Fisher College en Rochester, todos en Estados Unidos, e igualmente ha trabajado como investigadora invitada en el Instituto Interuniversitario de Iberoamérica de la Universidad de Salamanca, España; en la Biblioteca del Congreso y en la Universidad Johns Hopkins en Washington D. C., Estados Unidos.
Romero ha sido directora de Mujer y Ciudadanía/USA. Es autora de varios libros, ha publicado artículos en libros colectivos y en revistas especializadas, y ha sido colaboradora permanente en varios periódicos y medios audiovisuales.
Durante la crisis presidencial de Venezuela fue designada por la Asamblea Nacional como embajadora de Venezuela en Guatemala. Para ese año residía en Miami. Teresa Romero fue acreditada como embajadora 19 de octubre de 2020 por el gobierno guatemalteco.

## Obras
- Castrochavismo Internacional: 20 años de ambición y destrucción (editora)
- La Lucha que no acaba. Vida política de Rafael Guerra Ramos
- El enigma SAC: travesía vital de Simón Alberto Consalvi
- Venezuela en defensa de su democracia: el caso de la Doctrina Betancourt
- Biografía de Rómulo Betancourt
- Política Exterior Venezolana: El proyecto democrático, 1958-1998
- Diccionario de Política, y de los grandes pensadores políticos (coautora)